# ユナイテッド航空629便爆破事件
ユナイテッド航空629便爆破事件（ユナイテッドこうくう629びんばくはじけん、Bombing of United Airlines Flight 629）とは保険金目的で航空機が爆破された事件である。
事件後犯人は保険金を受け取ることなく逮捕され、死刑になった。

## 事件の概要
1955年11月1日、アメリカ大陸を横断するニューヨーク発シアトル行きのユナイテッド航空629便（ダグラス DC-6旅客機）は、経由地であるコロラド州デンヴァーからオレゴン州ポートランドに向けて離陸した。離陸しておよそ10分後の現地時間の午後7時ごろ、高度5,000フィート (1,500m) を離陸上昇中に突如空中爆発し、機体は広範囲に四散した。爆発の瞬間は空港の航空管制官が目撃していた。この爆発により乗員乗客44名全員が死亡した。爆発によって機体後部が粉々になり、残された前部と両翼も落下までに飛散し、原形を留めていたのは機体主要部から離れた場所に落下した尾翼付近のみであった。

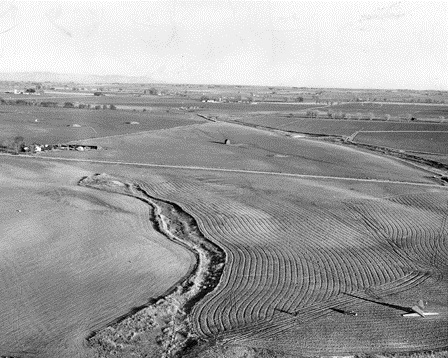
629便の残骸が発見された農場
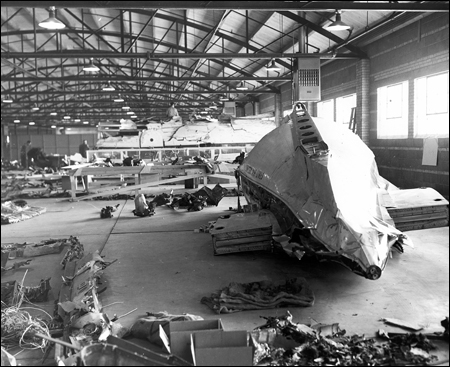
事故機の残骸

爆発箇所は胴体後部の第4貨物室で、燃料タンクの位置からは外れており、また機体の残骸からは航空燃料以外の成分が爆発した痕跡や乾電池の破片などが発見された。そのため故意による爆破の疑いが濃厚になった。

## 犯人の動機

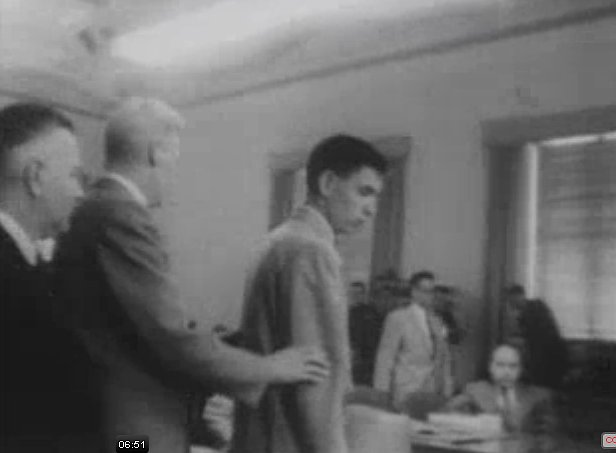
法廷でのジョン・ギルバート・グレアム

乗客の身辺を捜査した結果、FBIは母親が搭乗していたデンヴァー在住の23歳のドライブイン経営者ジョン・ギルバート・グレアム（1932年1月23日 - 1957年1月11日）を逮捕した。母親に大きな紙袋を手渡す所を目撃されていたためである。また、母親との関係がうまくいっていないという複数の証言も得られた。当初は母親にプレゼントした手芸用品だと主張したが、デンヴァー市内で事故前に販売した事実がないことを突きつけると、一転して自白した。
その自白によれば、母親のデイジー・キング夫人の荷物にダイナマイト25本と起爆装置を仕込んだもので、2週間電気店でアルバイトして、装置の制作に必要な電気技術を習得したとの供述であった。犯行目的は母親にかけた総額37,500ドルの生命保険（空港内の保険自動販売機で購入。1枚25セントの保険証書6枚。彼女の署名がないため効力がなかった。なお同州では事件を契機に販売禁止になった）と、不動産ビジネスで成功した彼女の莫大な財産であった。
航空機爆破と言う手段を選んだのは、事故を装い犯行の露見を避けるためであったが、結局科学捜査により全容が解明された。コロラド州の裁判所は、母親に対する殺人罪のみでグレアムに有罪を宣告し、1957年1月11日、ガス室による死刑が執行された。
保険金目的の航空機爆破事件は1949年のカナディアン航空機爆破事件を始めいくつかあるが、目的を達成した例はほとんどない。